# レオ・ザウアー
レオ・ザウアー（Leo Sauer、2005年12月16日 - ）は、スロバキア・ブラチスラヴァ出身のサッカー選手。NACブレダ所属。ポジションはFW。

## クラブ経歴
2018年にŠKスロヴァン・ブラチスラヴァからMŠKジリナの下部組織へ移籍し、2021-22シーズンにBチームへと昇格した。
2022年7月21日、2022-23シーズンはフェイエノールトへレンタル移籍されることが決定し、当面の間はU-21で経験を積むこととなった。同シーズン途中の2023年4月3日、2026年までの契約でフェイエノールトへの完全移籍が決まった。
2023年8月20日、スパルタ・ロッテルダムのダービーにてフェイエノールトでのトップチームデビューを飾ると、試合終了間際に試合を2-2へと持ち込む同点弾を挙げた。

## 代表経歴
2021年からスロバキアの世代別代表へ召集されている。
2024年3月26日、ノルウェー代表との親善試合でA代表初出場。